# Warren Weaver
Warren Weaver (Reedsburg, Wisconsin, Estados Unidos, 1894-New Milford, 1978) fue un biólogo e informatólogo estadounidense.

## Biografía
Warren Weaver fue el encargado de escribir una introducción para el público no especializado del libro de Claude Shannon The Mathematical Theory of Communication (la Teoría Matemática de la Comunicación). Empezó su carrera laboral en 1917 trabajando como profesor en el Throop College de Pasadena durante un año; también estuvo otro año en el California Institute of Technology. Después, ingresó en la Universidad de Wisconsin donde estudió y dio clases durante doce años. También, fue director del Departamento de Matemáticascomunicación (1928-1932). Además, tuvo otros cargos, como director de la División de Ciencias Naturales del Instituto Rockefeller, vicepresidente del Instituto Sloan-Kettering (de investigación sobre el cáncer) en 1950, vicepresidente de la División de Ciencias Naturales y Médicas (1955-1959) y presidente de la American Association for the Advancement of Science. Se entusiasmó con los beneficios del progreso y los desarrollos
En el campo científico se le atribuye la enunciación del término biología molecular. Se interesó en promover el trabajo de los jóvenes científicos, sobre todo en los estudios de esta materia y de genética, desde el Instituto Rockefeller. Sobre ciencia, también publicó en 1967 Science and Imagination, y escribió una autobiografía con el nombre de «Science of Change. A Lifetime in American Science».
Durante la Segunda Guerra Mundial se encargó del «Applied Mathematics Panel», un estudio que hicieron diversos científicos sobre soluciones que fueron importantes en los desarrollos de la posguerra. Durante los años que duró la guerra, Warren Weaver se preocupó por el estudio de los procesos técnicos de la comunicación. Fue entonces, en 1949, cuando escribió la introducción de Teoría Matemática de la Comunicación de Claude E. Shannon. Ese mismo año, también promovió la investigación para el desarrollo de sistemas de traducción automática, tras un informe para la Fundación Rockefeller donde señalaba una analogía entre la decodificación mecánica y la traducción. Los primeros resultados se dieron en la Universidad de Georgetown en traducciones de ruso e inglés.
Warren Weaver tuvo una gran importancia para la culminación y el asentamiento que para el funcionalismo fue la Teoría Matemática de la Comunicación de 1949 –que hoy es mundialmente conocida por todos como la Teoría de la Información.
Weaver consiguió darle un alcance superior al planteamiento inicial de Claude E. Shannon, ya que esta primera formulación se restringía al ámbito de los lenguajes máquina, y la consecuente transmisión de estos mensajes. A estos dos autores se les debe el esquema lineal de la comunicación: Fuente/codificador/mensaje-canal/descodificador/destino. Este esquema va a permitir considerar más atentamente la función de los soportes y filtros técnicos.
Warren Weaver no va a hablar ahora de mensajes independientes a lo que a su contenido se refiere, sino que los mensajes estarán anclados en un marco de análisis aplicable. Las aportaciones de este autor junto al joven Shannon serán importantes ya que estas nuevas premisas sobrepasarán el ámbito técnico y se podrán llevar a la práctica. Weaver va a definir, por lo tanto, tres planos o niveles en los cuales se superpone el hecho comunicativo: técnico, semántico y pragmático. El primero va a hacer referencia a la capacidad del emisor para enviar el mensaje deseado; el segundo hablará sobre el significado que transmite el mensaje del emisor; por último, el tercero medirá la efectividad que ha alcanzado el mensaje en todos los destinatarios.

## Premios
Warren Weaver recibió numerosos premios, entre ellos diversos doctorados «honoris causa» y diversas medallas como la británica por la «Cause of Freedom» (1948), la de oficial de la Legión de Honor en Francia (1951) y también recibió el premio Kalinga de la Unesco en 1964.

## Otras actividades
La novela Alicia en el país de las maravillas, de Lewis Carroll, le fascinó. En 1964, habiendo acumulado una colección de 160 versiones en 42 lenguas, escribió un libro sobre la historia de las diferentes traducciones de esta obra. Así mismo, inventó un diseño para evaluar la calidad de varias versiones, centrado en las tonterías, los juegos de palabras y bromas lógicas de la escena de la Mad Tea-Party.